# بدر الجهني
بدر غنام الجهني، لاعب كرة قدم سعودي يلعب حالياً في نادي الدرع.

## مسيرة اللاعب
```
لعب سابقاً في الفئات السنية 
النادي الأهلي
 
ونادي الكوكب
 
ونادي نجران
 
ونادي النهضة
 
ونادي الحزم
 
ونادي الشعلة
 
ونادي الدرع
.
```